# Faule Wiesen bei Bernau

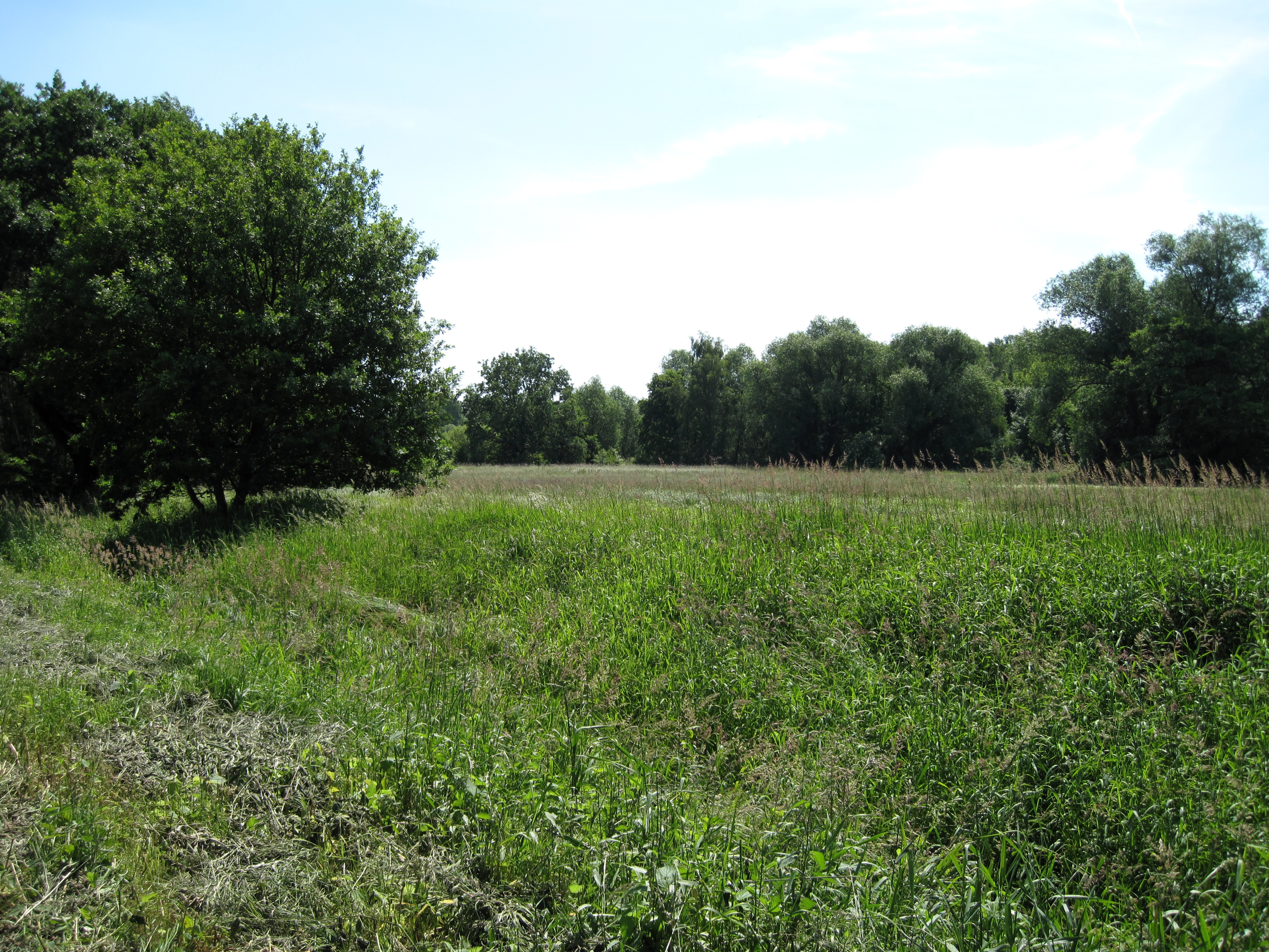
Das Naturschutzgebiet Faule Wiesen bei Bernau

Das Naturschutzgebiet Faule Wiesen bei Bernau liegt auf dem Territorium von Schönow, einem Ortsteil der Stadt Bernau bei Berlin (Landkreis Barnim, Brandenburg), und dem zur Gemeinde Panketal gehörenden Ortsteil Zepernick. Das Gebiet umfasst rund 37 Hektar und wurde am 3. April 2000 per Verordnung des Brandenburgischen Ministeriums für Landwirtschaft, Umweltschutz und Raumordnung unter Schutz gestellt.

## Lage
Das Naturschutzgebiet erstreckt sich über eine Länge von ca. einem Kilometer auf beiden Seiten der Panke. Es wird im Norden durch das Siedlungsgebiet von Schönow, einem Ortsteil der Stadt Bernau bei Berlin, im Süden von der Trasse der Bahnstrecke Berlin–Szczecin und im Westen vom Siedlungsgebiet des zur Gemeinde Panketal gehörenden Ortsteils Zepernick begrenzt. Unmittelbar am nördlichen und nordöstlichen Rand des Naturschutzgebietes verlaufen die zum Ortsteil Schönow gehörenden Straßen An der Panke, Weidenweg, Karvendelweg und Waldstraße. Zudem queren mehrere Fußwege das Naturschutzgebiet, darunter ein stark frequentierter Verbindungsweg zwischen Zepernick und Schönow.
Das Naturschutzgebiet ist wichtiger Bestandteil eines im Siedlungsraum des nördlichen Berliner Randgebietes bestehenden länderübergreifenden Biotopverbundsystems entlang der Panke, zu dem auch die Naturschutzgebiete Ausstichgelände Röntgental, Mittelbruch (Berlin-Buch), Bogenseekette und Lietzengrabenniederung sowie die Karower Teiche gehören.

## Schutzzweck
Die Unterschutzstellung erfolgte mit dem Ziel, den extensiv genutzten Feuchtwiesenkomplex und darin eingebettete Kleingewässer im Einzugsbereich der Panke als Lebensraum bestandsbedrohter Tier- und Pflanzenarten, insbesondere verschiedener Amphibien-, Vogel- und Orchideenarten, zu erhalten und zu entwickeln. Mit in den Schutz einbezogen wurden zudem verschiedene an die störungsempfindlichen Feuchtgebiete grenzende Grünflächen, denen als Pufferzone zu den benachbarten Siedlungsgebieten eine wichtige Funktion zukommt.
Ebenfalls unter Schutz gestellt wurden die im nordwestlichen Teil des Gebietes gelegenen Sandtrockenrasen- und Trockeneichenwaldgesellschaften des Priesterwaldes mit standorttypischer Biotopausprägung und Artenzusammensetzung.

## Gewährleistung des Schutzes
Die unmittelbare Nähe des Naturschutzgebietes zu den Siedlungsräumen Schönow und Zepernick und die freie Zugänglichkeit führen dazu, dass es besonders entlang der durch das Gebiet führenden Fußwege immer wieder zur illegalen Entsorgung von Hausmüll und Gartenabfällen kommt. Regelmäßig durchgeführte Aufräumaktionen von Naturfreunden wirken dem zwar entgegen, bedürfen aber der Ergänzung durch präventive Maßnahmen und beständige Kontrollen durch die zuständigen Behörden.